# Myoporum laetum
Myoporum laetum là một loài thực vật có hoa trong họ Huyền sâm. Loài này được G. Forst. mô tả khoa học đầu tiên năm 1786.